# Liste der Stolpersteine in Blomberg
Die Liste der Stolpersteine in Blomberg enthält die Stolpersteine, die im Rahmen des gleichnamigen Kunst-Projekts von Gunter Demnig in Blomberg verlegt wurden. Mit ihnen soll an die Opfer des Nationalsozialismus erinnert werden, die in Blomberg lebten und wirkten.

## Liste der Stolpersteine
| Name                 | Adresse                         | Bild | Inschrift | Verlegedatum  | Biografie und Anmerkungen |
| -------------------- | ------------------------------- | ---- | --- | ------------- | ------------------------- |
| Hermann Hesse        | Feldohlentrup 10 ·              |      | Hier wohnte Hermann Hesse Jg. 1923 Zeuge Jehovas zur Wehrmacht eingezogen Kriegsdienst verweigert hingerichtet 23.12.1942 Porchow/Russland     | 11. Okt. 2024 |                           |
| Wilhelm Friedrichs   | Hagenstraße 4 ·                 |      | Hier wohnte Wilhelm Friedrichs Jg. 1884 denunziert/verhaftet 'Heimtückegesetz' Flucht in den Tod 22. Sept. 1933                                | 11. Okt. 2024 |                           |
| Gustav Königheim     | Kurzer Steinweg 10 ·            |      | Hier wohnte Gustav Königheim Jg. 1885 Flucht 1937 Argentinien                                                                                  | 8. Dez. 2023  |                           |
| Elsa Königheim       | Kurzer Steinweg 10 ·            |      | Hier wohnte Elsa Königheim geb. Levy Jg. 1892 Flucht 1937 Argentinien                                                                          | 8. Dez. 2023  |                           |
| Max-Julius Königheim | Kurzer Steinweg 10 ·            |      | Hier wohnte Max-Julius Königheim Jg. 1919 Flucht 1937 Argentinien                                                                              | 8. Dez. 2023  |                           |
| Ilse Königheim       | Kurzer Steinweg 10 ·            |      | Hier wohnte Ilse Königheim verh. Wildau Jg. 1921 Flucht 1937 Argentinien                                                                       | 8. Dez. 2023  |                           |
| Emma Lipper          | Neue Torstraße 47 ·             |      | Hier wohnte Emma Lipper geb. Examus Jg. 1869 Zwangsumzug 1940 Jüdisches Altersheim Unna deportiert 1942 Theresienstadt 1942 Treblinka ermordet | 8. Dez. 2023  |                           |
| Wassily Loboda       | Schiederstraße ·                |      | Hier lebte Wassily Loboda Russland Kriegsgefangener Zwangsarbeit Fa. Hausmann auf der Flucht erschossen 19.2.1945                              | 11. Okt. 2024 |                           |
| Wera Tatarenko       | Schiederstraße ·                |      | Hier lebte Wera Tatarenko Jg. 1900 Zwangsarbeit 1942 Fa. Hausmann Flucht in den Tod 5. Juli 1942                                               | 11. Okt. 2024 |                           |
| Alfred Herzberg      | Marpestraße 33 · Kleinenmarpe · |      | Hier wohnte Alfred Herzberg Jg. 1887 Flucht 1936 Südwestafrika                                                                                 | 11. Okt. 2024 |                           |
| Erna Herzberg        | Marpestraße 33 · Kleinenmarpe · |      | Hier wohnte Erna Herzberg geb. Kulemeyer Jg. 1887 Flucht 1936 Südwestafrika                                                                    | 11. Okt. 2024 |                           |
| Ilse Herzberg        | Marpestraße 33 · Kleinenmarpe · |      | Hier wohnte Ilse Herzberg verh. Jensen Jg. 1922 Flucht 1936 Südwestafrika                                                                      | 11. Okt. 2024 |                           |
| Walter Herzberg      | Marpestraße 33 · Kleinenmarpe · |      | Hier wohnte Walter Herzberg Jg. 1924 Flucht 1936 Südwestafrika                                                                                 | 11. Okt. 2024 |                           |